# Роберта Пінотті
Роберта Пінотті (італ. Roberta Pinotti; нар. 20 травня 1961, Генуя, Лігурія, Італія) — італійська політична діячка. Сенаторка, молодша статс-секретарка Міністерства оборони Італії (2013–2014), міністерка оборони Італії (2014–2018). Членкиня Демократичної партії.